# The Face in the Dark
The Face in the dark és una pel·lícula muda de misteri de la Goldwyn Pictures dirigida per Hobart Henley i protagonitzada per Mae Marsh, Niles Welch i Alec B. Francis. Està basada en l'obra The Web escrita per Irvin S. Cobb. La pel·lícula ens explica per què Charles Ridgeway, un agent secret retirat, decideix sacrificar l'amor de la seva filla abans de revelar el que en realitat és. La pel·lícula es considera perduda.

## Argument
Resum IMdB
Jane Ridgeway (Mae Marsh) és la filla de Charles Ridgeway (Alec B. Francis), un home vidu que s'ha retirat dels serveis secrets britànics. Jane té un gran talent com a investigadora i posarà a prova els seus dots per intentar esclarir el robatori d'un banc. L'acusat és el seu enamorat, Richard Grant (Niles Welch) que hi treballava com a caixer. El seu pare, teòricament un auditor de bancs, està en connivència amb dos individus que formen part d'una banda de lladres i falsificadors, sota les ordres d'un cap conegut només amb el nom de "the Face in the Dark", ja que els seus subordinats no li han vist mai la cara. Quan les proves obtingudes per Jane impliquen el seu pare en el robatori, Jane el denuncia Ridgeway aconsegueix escapar junt amb els dos col·laboradors que el porten a veure "The Face in the Dark". Quan aquests dos es troben, el cap li ofereix diners per poder fugir del país però apareix una multitud d'agents del Servei Secret que detenen el misteriós criminal i feliciten Ridgeway pel seu treball. Es descobreix que Ridgeway era un infiltrat per descobrir la identitat de "The Face in the Dark". Richard és alliberat de la presó i Jane es pot reunir amb ell i el seu pare.

## Repartiment
- Mae Marsh (Jane Ridgeway)
- Niles Welch (Richard Grant)
- Alec B. Francis (Charles Ridgeway)
- Harry C. Myers (Jim Weaver)
- Donald Hal (Nixon)
- Joseph Smiley (Charles Hammond)
- Isabelle Lamon (Rosalind Hammond)
- Alice Wilson (Mrs. Hammond)
- Willard Dashiell

## Fitxa Tècnica
- Producció: Goldwyn Pictures Corporation
- Distribució: Goldwyn Pictures Corporation
- Nacionalitat: EUA
- Direcció: Hobart Henley
- Ajudant de direcció:
- Direcció artística: Hugo Ballin
- Guió: Tom Bret (subtítols), Irvin S. Cobb (història original)
- Director de fotografia: J. C. Bitzer
- Idioma original: anglès (muda)